# Шибчар
Шибчар (бенг. শিবচর, англ. Shibchar) — город в центральной части Бангладеш, административный центр одноимённого подокруга. Площадь города равна 11,2 км². По данным переписи 2001 года, в городе проживало 20 201 человек, из которых мужчины составляли 50,12 %, женщины — соответственно 48,88 %. Плотность населения равнялась 1804 чел. на 1 км². Уровень грамотности населения составлял 43,5 % (при среднем по Бангладеш показателе 43,1 %). 